# Crokinole

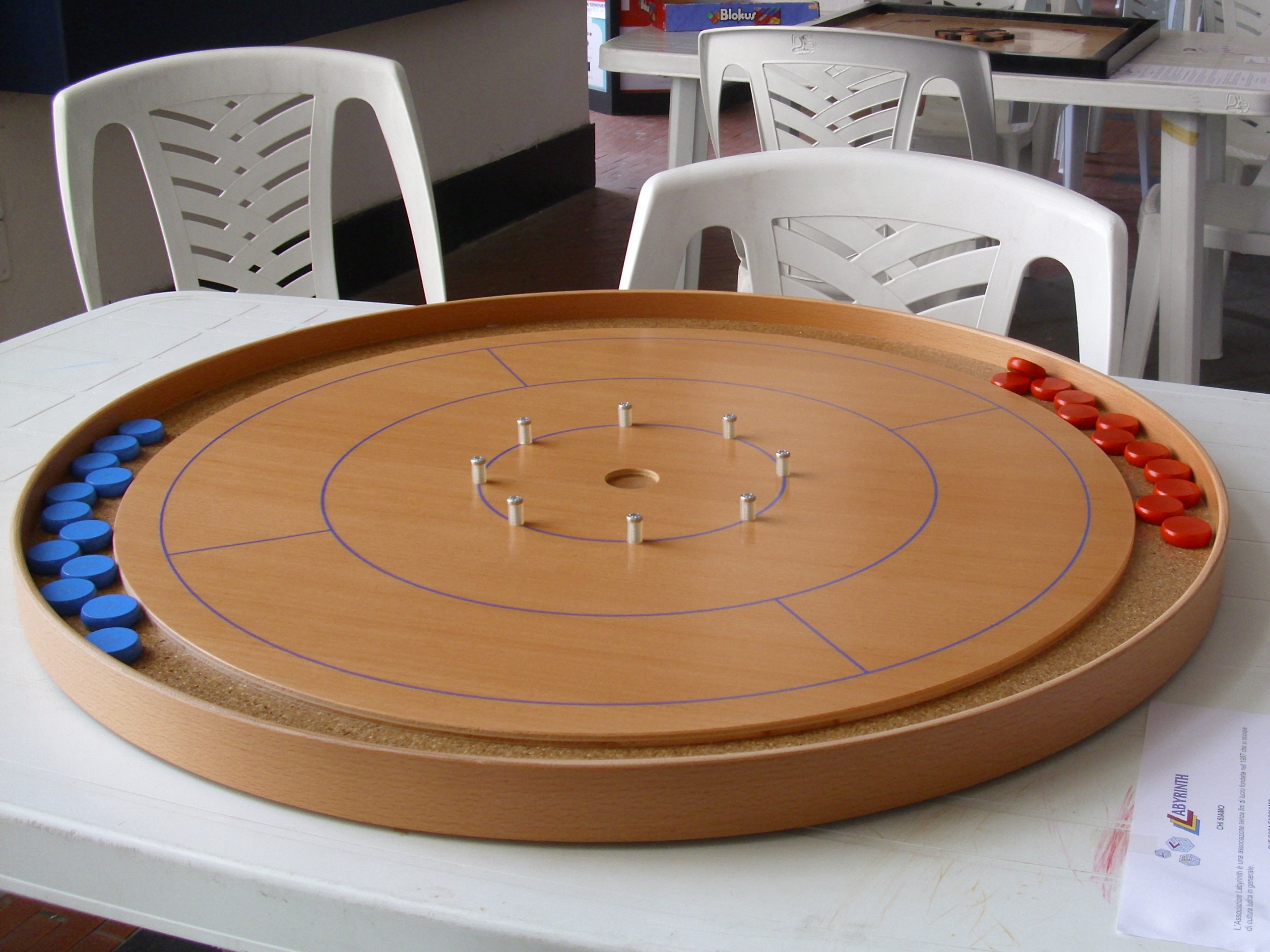
Crokinole speelbord

Crokinole is een bordspel dat zijn oorsprong vindt in Canada. De eerste borden dateren uit de periode omstreeks 1870. Het spel wordt gespeeld op een rond bord. Het doel is om door een knipbeweging met de vingers, kleine schijven zo dicht mogelijk in het centrum van het bord te schieten.

## Regels
Het spel wordt in teams van 2 personen of 1 tegen 1 gespeeld. Het speelbord is verdeeld in 3 ringen. De middelste cirkel is 15 punten waard, de tweede cirkel 10 punten en de buitenste cirkel 5 punten. In het centrum van de middelste cirkel bevindt zich een gat, ook wel ‘Toad’ genoemd. Deze is 20 punten waard. Naast het speelbord zijn er in totaal 12 schijfjes in twee kleuren. Afhankelijk van de spelvorm, één tegen één of twee tegen twee, krijgt ieder speler 12 of 6 schijfjes. Het 5 puntenvlak is opgedeeld in 4 gebieden en iedere speler krijgt een gebied toegewezen. De achterste lijn van het spelbord is de schietlijn van waaruit de speler zijn schijfjes mag schieten. Het schieten van de schijfjes kan door een knipbeweging te maken met twee vingers ofwel met één losse vinger. Het is niet toegestaan om de schijf te duwen. Het moet een duidelijke schietbeweging zijn.
Wanneer een speler speelt en er liggen geen schijven van de tegenstander(s) op het spelbord, moet deze een schijfje schieten dat tot stilstand moet komen in de binnenste cirkel. Het raken van de lijn van deze cirkel volstaat voor een geldig schot. Wanneer er wel een anders gekleurd schijf op het speelveld ligt, moet de speler zorgen dat er tijdens zijn schot een schijf van de tegenstander in beweging komt. Alleen dan is zijn schot correct.

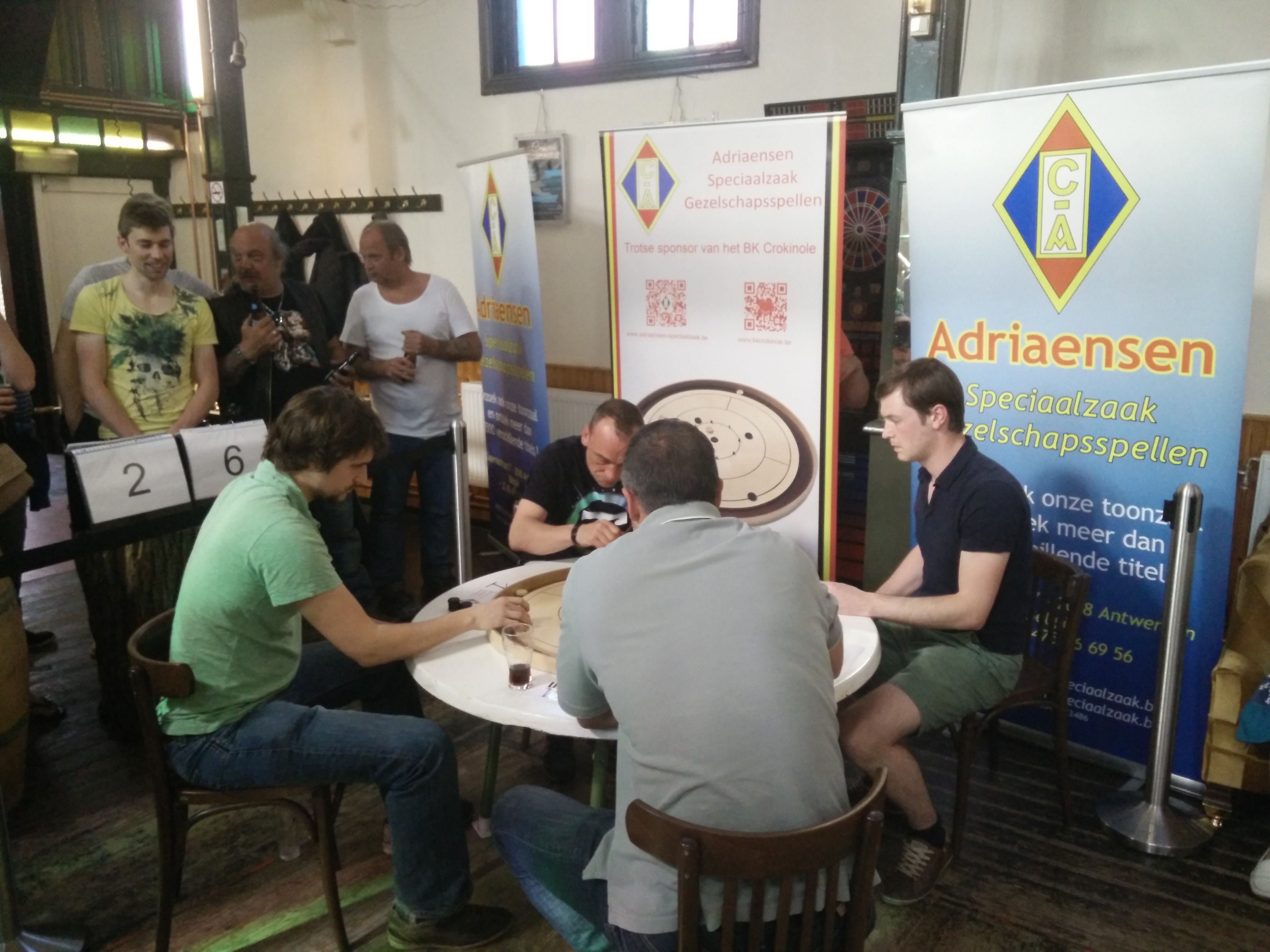
Crokinole actieshot

### Incorrect schot
Wanneer een speler een fout schot uitvoert, dient de geschoten schijf van het spelbord verwijderd te worden. Wanneer tijdens dit schot ook nog andere schijven van dezelfde kleur hebben bewogen, worden ook deze schijven van het bord verwijderd.

### In de ‘Toad’
Wanneer een speler een schijf weet te schieten in het gat van de binnenste cirkel wordt deze schijf direct uit het gat verwijderd en apart gelegd. Een schijf in de ‘Toad’ is goed voor 20 punten.

### Puntentelling
Wanneer alle spelers hun schijven hebben gespeeld worden de punten geteld. Daarbij wordt gekeken naar de positie van een schijf. Wanneer de schijf in een bepaalde zone ligt is deze het aantal punten waard wat geldt voor de zone. Wanneer de schijf een lijn raakt die de grens markeert tussen twee zones is het aantal punten gelijk aan die van laagste zone. Dus wanneer bijvoorbeeld een schijf voor 80% in de 15 punten zone ligt en voor 20% in de 10 punten zone zal deze schijf een waarde vertegenwoordigen van 10 punten. Alle punten van één kleur schijven worden bij elkaar opgeteld en uiteindelijk krijgt de winnende partij het verschil in punten, dus wanneer wit in totaal 50 punten heeft en zwart 40, dan mag wit 10 punten noteren. De speler of spelers die het eerste de 100 punten bereiken zijn de winnaar(s).

### Alternatieve puntentelling
Het kan zijn dat er in wedstrijdverband wordt gespeeld en dat er geen ruimte is voor een wedstrijd tot 100 punten. Bij een wedstrijd wordt dan nog weleens bepaald dat er in totaal 4 speelrondes zijn per partij. Dit houdt in dat iedere speler bij twee tegen twee een keer startspeler en een keer het laatste schot mag doen. Per speelronde worden gewoon de punten geteld, maar vervolgens krijgt de winnende partij 2 punten, bij gelijk spel 1 punt en bij verlies 0 punten. Op deze manier kun je maximaal 8 punten per wedstrijd verdienen en kan een partij nooit te lang duren.

## Open Belgisch Kampioenschap
Op 13 april 2014 vond het eerste 'Open Belgisch Kampioenschap Crokinole' plaats in Essen. Tijdens het kampioenschap werden zowel 1vs1 als 2vs2 wedstrijden gespeeld.
De eerste winnaars waren Joeri Vercauteren (1vs1) en Bert Costermans en Dennis Vrints (2vs2)
Op 26 april 2015 werd voor de tweede maal het 'Open Belgisch Kampioenschap Crokinole' gehouden in Zaal Flora te Essen.
Hiervan waren Dennis Vrints bij de 1vs1, en Bert Costermans en Dennis Vrints bij de 2vs2 de winnaars.
Op zondag 8 mei 2016 werd de derde editie van het BK Crokinole gespeeld. Bij 2vs2 wonnen voor de derde maal Bert Costermans en Dennis Vrints. Bij 1vs1 ging deze editie de overwinning naar Bert Costermans.